# 烏帽子岳 (札幌市)
烏帽子岳（えぼしだけ）は北海道札幌市南区にある山。標高1109.4メートルで、札幌の市街地から見える山としては最も高い。
山名は烏帽子に似たその形状からつけられたというのが定説だが、アイヌ語の「エペシ（頭が岩崖）」がなまったものともいわれる。
ふもとから直接登る道は存在しない。隣の神威岳の頂上直下から縦走路が伸びているものの、荒削りの道であり、初心者は踏み入るべきではない。

## ギャラリー

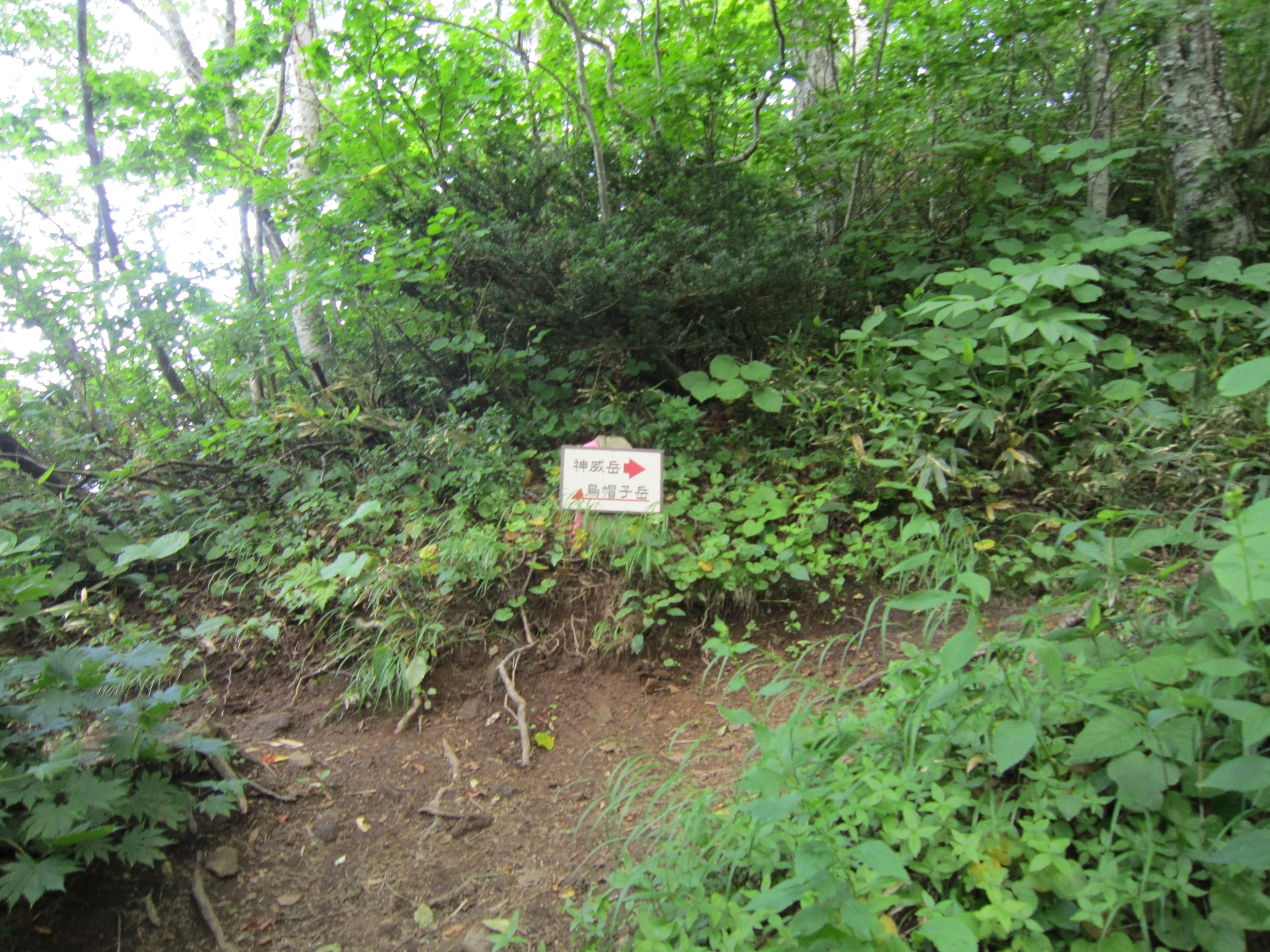
神威岳頂上直下にある烏帽子岳への分岐点
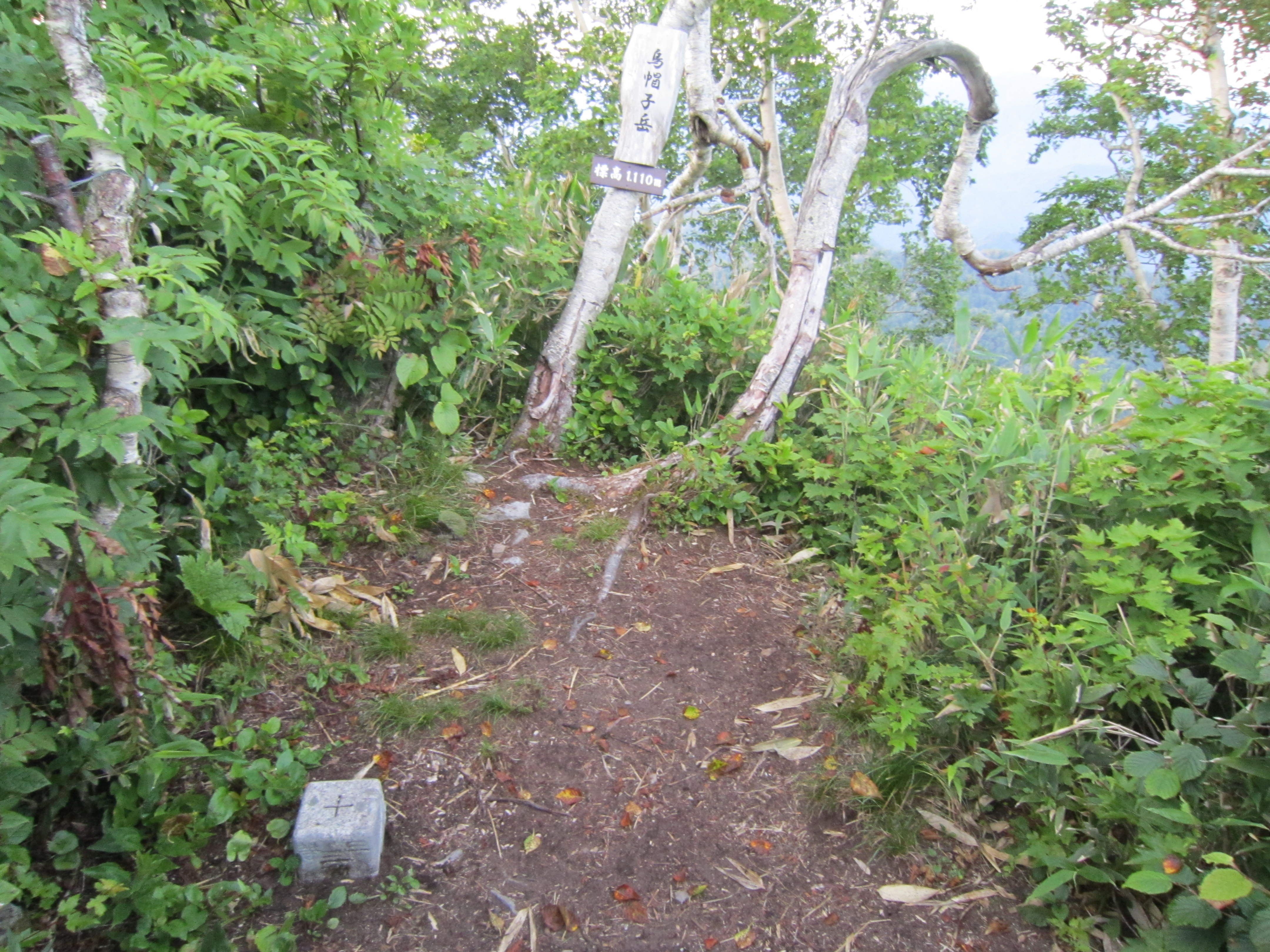
山頂